# 巴賓波加爾山
48°23′44.1″N 24°24′56.1″E / 48.395583°N 24.415583°E

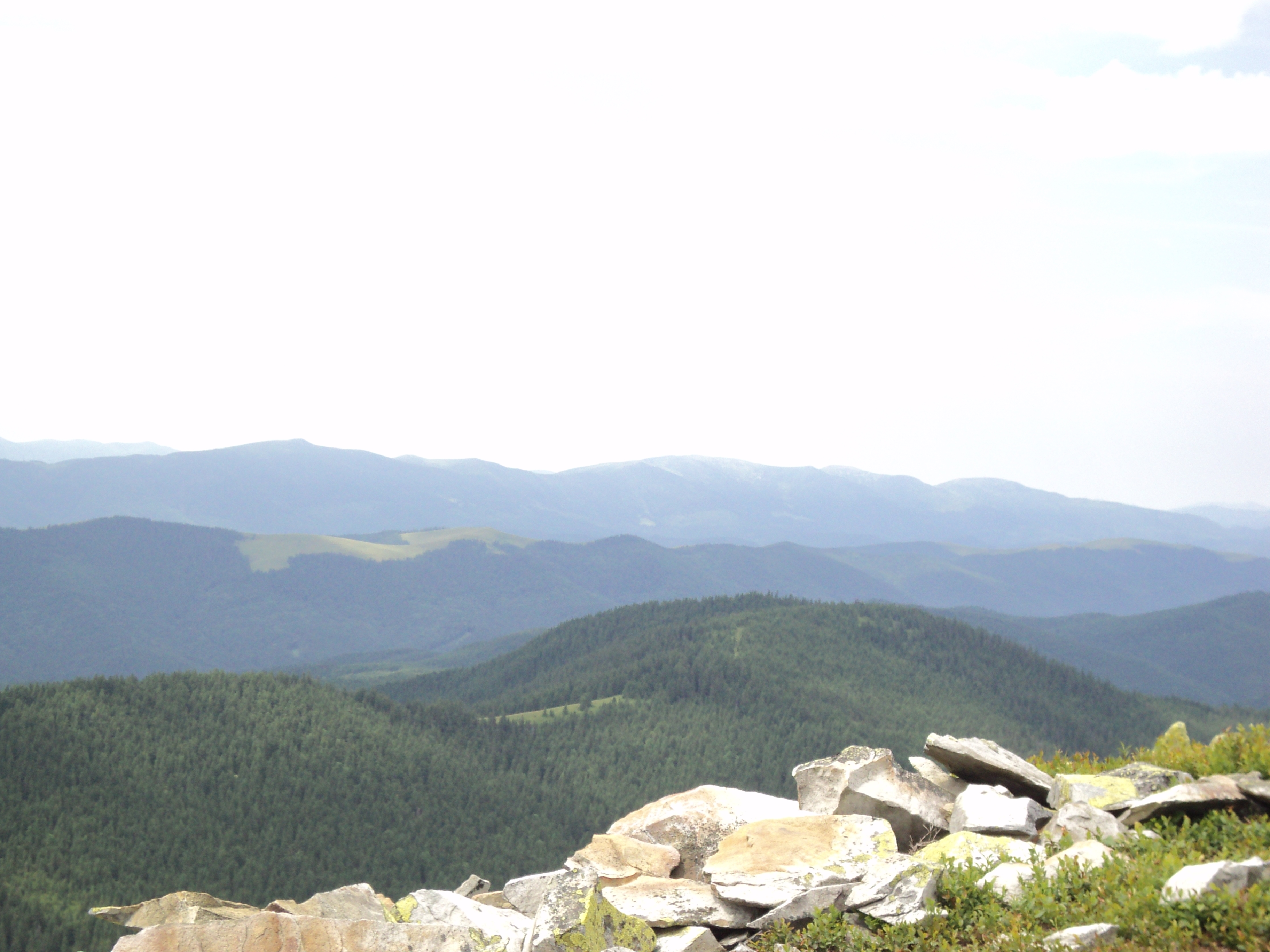

巴賓波加爾山是烏克蘭的山峰，位於該國西部，處於伊萬諾-弗蘭科夫斯克州，屬於烏克蘭喀爾巴阡山脈的一部分，海拔高度1,449米。